# Liste de jeux Williams Entertainment
La liste de jeux Williams Entertainment répertorie les jeux publiés par Williams Entertainment de 1994 à 1996.

## Liste de jeux
- Area 51 (Saturn, 1996, PlayStation, 1996)
- Cruis'n USA (Nintendo 64, 1996)
- Doom (PlayStation, 1997, Super Nintendo, 1996)
- Double Dragon V: The Shadow Falls (Jaguar, 1994)
- Final Doom (PlayStation, 1996)
- Getaway (Game Boy, 1995)
- International Sensible Soccer (Jaguar, )
- Island Casino (PC, 1995)
- Mortal Kombat 3 (PlayStation, 1996, Genesis, 1994, Super Nintendo, 1995, Game Boy, 1995)
- Mortal Kombat II (Saturn, 1996, Super Nintendo, 1994, Game Gear, PlayStation)
- Mortal Kombat (PC, 1994)
- Ms. Pac-Man (Super Nintendo, 1996)
- NBA Hang Time (Super Nintendo, 1996, Genesis, 1996)
- Return Fire (Saturn, 1996)
- Revolution X (Super Nintendo, 1996)
- Robotron X (PlayStation, 1996)
- T-MEK (PlayStation, 1996)
- Troy Aikman NFL Football (Genesis, 1994, Jaguar, 1995, Super Nintendo, 1994)
- Ultimate Mortal Kombat 3 (Super Nintendo, 1996, Saturn, 1996, Genesis, 1996)
- War Gods (PlayStation), 1996)
- Wayne Gretzky's 3D Hockey (Nintendo 64, 1996)
- Williams Arcade's Greatest Hits (Super Nintendo, 1996, PlayStation, 1996, Genesis, 1996, Saturn, 1996)
- Williams Arcade Classic